# Astragalus jolderensis
Astragalus jolderensis är en ärtväxtart som beskrevs av Boris Fedtjenko. Astragalus jolderensis ingår i släktet vedlar, och familjen ärtväxter. Inga underarter finns listade i Catalogue of Life.